# Mostra autarchica del Minerale italiano
La Mostra autarchica del Minerale italiano fu una mostra che si tenne in alcuni padiglioni nei pressi del Circo Massimo, a Roma dal novembre 1938 al maggio 1939.
La mostra intendeva celebrare i progressi italiani nello sfruttamento delle risorse minerarie del paese, elogiando l'autarchia e minimizzando quindi le sanzioni economiche sancite dalla Società delle Nazioni in seguito all'invasione dell'Etiopia.
Ogni padiglione era dedicato a un minerale (piriti, piombo, zinco, alluminio, mercurio, marmi, graniti). Grande importanza aveva il Padiglione delle Armi che mostrava l'evoluzione delle armi in Italia dall'antichità fino al fascismo, in una sorta di "ineluttabilità della guerra".
Come altre esposizioni del fascismo la mostra vide la partecipazione di importanti artisti italiani dell'epoca come Marcello Nizzoli, Giancarlo Palanti e fece grande uso di fotomontaggi, installazioni e sculture.
Nel padiglione centrale, tra le scritte "Autarchia" e "Mussolini ha sempre ragione", si stagliava un'aquila imperiale in alluminio, realizzata dallo scultore Romeo Gregori.

## Padiglioni
- Padiglione della lignite, Ernesto Lapadula e Mario Romano
- Padiglione del talco e della grafite, Ernesto Lapadula e Giovanni Guerrini
- Padiglione dell'Arte, Ernesto Lapadula e Giovanni Guerrini
- Padiglione delle ricerche e delle invenzioni, Ernesto Lapadula e Giovanni Guerrini
- Padigione del Piombo e dello Zinco, Giancarlo Palanti, Franco Albini e Giulio Minoletti.
- Padiglione delle Armi, Mario De Renzi
- Sala dei Piriti, Marcello Nizzoli
- Padiglione della Difesa della Razza, Enrico Prampolini